# Одностатеві шлюби в Україні
Україна не визнає одностатеві шлюби. У 51 статті Конституції України зазначено, що «шлюб ґрунтується на вільній згоді жінки і чоловіка. При цьому співжиття різностатевих пар Україна згідно з 74 статтею Сімейного кодексу України розглядає як фактичний шлюб, що дає їм низку прав і обов'язків, однак це не стосується одностатевих пар. У результаті одностатеві пари позбавлені прав і обов'язків, які мають родичі та подружжя: право спільного усиновлення й опіки над дітьми, право не свідчити проти партнера в суді, правовий режим майна, соціальний захист, право спадкування, права в разі смерті або зникнення партнера тощо. У зв'язку з цим ще в 2015 році в рамках процесу європейської інтеграції України уряд Арсенія Яценюка розпочав розробку законопроєкту про альтернативний шлюбу інституту цивільного партнерства, під час укладання якого як різностатеві, так і одностатеві пари визнавались би родичами та набували ряду прав, крім права спільного усиновлення й опіки над дітьми. Проте в ЛГБТ-спільноті України є побоювання, що поява інституту реєстрованих партнерств зробить перспективу впровадження одностатевих шлюбів в Україні недосяжною. Питання впровадження одностатевих шлюбів особливо загострилося після початку процесу вступу України до Європейського Союзу в 2022 році та російського широкомасштабного вторгнення в Україну під час російсько-української війни.
Частина українців не підтримує ідею запровадження одностатевих шлюбів та протидіє цьому за підтримки Всеукраїнської ради церков, органів місцевого самоврядування і громадських організацій на кшталт «Любов проти гомосексуалізму» тощо, а серед громадських лідерів України немає відкритої позиції з цього питання через можливість критики.
Український ЛГБТ-рух є невіддільною частиною інституціоналізації громадянського суспільства України. Його учасники є громадянами України на яких поширюються усі права, обов'язки та свободи закріплені в Конституції України. На думку ЛГБТ-активістів, невизнання одностатевих шлюбів в Україні відбивається на звуженні їх правових можливостей та проявах дискримінації, призводить до вимушеної бездітности одностатевих пар, до страху перед соціальною нестабільністю у разі народження дитини у парі, до очікування проблем, пов'язаних з негативним сприйняттям їх дитини в дитячих установах, школах, та суспільстві загалом..

## Правовий статус
Стаття 51 Конституції України, прийнятої Верховною Радою 1996 року, говорить: «Шлюб ґрунтується на вільній згоді жінки та чоловіка. Кожен із подружжя має рівні права та обов’язки у шлюбі та сім’ї». У червні 2018 року Міністерство юстиції заявило, що в Україні «немає правових підстав» для одностатевих шлюбів. Формулювання статті 51 трактується як заборона одностатевих шлюбів; однак суддя Конституційного Суду України Ольга Совгиря вважає, що Конституція не забороняє одностатеві шлюби, стверджуючи, що «наголос у статті 51 робиться на свободі одруження з особою протилежної статі, а не на те, що сторони повинні бути різної статі».
22 березня 2011 Україна підтримала на сесії Ради ООН з прав людини в Женеві спільну заяву країн-членів ООН про необхідність припинення насильства та порушення прав людини за ознаками сексуальної орієнтації та гендерної ідентичності. ООН 20 квітня 2011 року було рекомендовано для України «здійснити правовий захист одностатевих партнерств».

Частина 1 статті 21 Сімейного кодексу України визначає, що: 
Шлюбом є сімейний союз жінки та чоловіка, зареєстрований у органі державної реєстрації актів цивільного стану.
Отже, оскільки чинним законодавством чітко визначено, що шлюб є сімейним союзом саме жінки та чоловіка, тому одностатевий шлюб в Україні не має жодних правових наслідків.
Водночас у Києві у 2015 році зіграли квір-весілля (у Деснянському РАГСі відбулася реєстрація квір-шлюбу) та створили прецедент в Україні.
23 листопада 2015 року Уряд України затвердив план заходів щодо реалізації «Національної стратегії у сфері прав людини» на період до 2020 року, який передбачає розробку законопроєкту про створення цивільного партнерства для різностатевих та одностатевих пар. до 2017 р. Однак на початку 2018 року Міністерство юстиції на чолі з Павлом Петренком заявило, що «розробка та внесення на розгляд уряду проєкту закону про провадження реєстрованого цивільного партнерства в Україні не може бути реалізовано» через «численні звернення з боку обласних рад, Ради Церков та інших релігійних організацій».
На розгляді у Європейському суді з прав людини (ЄСПЛ) перебувала перша скарга Андрія Маймулахіна й Андрія Марківа проти України. Позивачі вважають, що зазнали порушень статей 14 і 8 Конвенції про захист прав людини, а також вони наголошують, що відчувають переслідування через свою сексуальну орієнтацію. Як зауважили в Українській Гельсінській спілці з прав людини, адвокати якої представляють інтереси позивачів у суді, нині розгляд скарги перебуває на стадії комунікації. Юристи готують ключові аргументи на доказ того, що права заявників були порушені, а уряд України, ознайомившись зі справою, має надати ЄСПЛ по ній свої зауваження. У випадку, якщо Європейський суд з прав людини винесе рішення на користь заявників, це зобов’яже Україну удосконалити законодавство, яке захищатиму права геїв, лесбійок і бісексуальних людей. Також це дозволить іншим одностатевим парам звертатися за захистом до ЄСПЛ. Правозахисники зазначили, що не можуть передбачити остаточного рішення суду, але в попередній аналогічній справі Оліарі та інші проти Італії ЄСПЛ визнав порушення державою прав людини, після чого італійський парламент ухвалив закон про реєстроване цивільне партнерство для одностатевих пар.
1 червня 2023 року ЄСПЛ ухвалив рішення у справі Андрія Маймулахіна й Андрія Марківа. ЄСПЛ визнав, що відсутність в Україні законодавчого регулювання відносин одностатевих пар є порушенням статті 8 (право на особисте сімейне життя) та 14 (заборона дискримінації) Європейської конвенції з прав людини. Кожному з заявників суд присудив 5 000 євро компенсації.

### Петиція 2022 року із закликом до рівних прав
3 червня 2022 року на офіційному сайті Президента України запустили онлайн-петицію за легалізацію одностатевих шлюбів. Посилаючись на російське вторгнення в Україну, у тексті петиції зазначено: «У цей час кожен день може бути останнім. Нехай люди однієї статі мають можливість створити сім'ю і мати офіційний документ, що це підтверджує. Їм потрібні такі ж права, як і традиційним парам». Оксана Солонська, медіа-комунікаційний менеджер Київ Прайду, зазначила: «Важливо, щоб ЛГБТК-люди мали право бачити свого партнера та забирати його тіло з моргу, а також вимагати компенсації, якщо це необхідно. Ці права мають усі подружні пари. Ми дуже сподіваємося, що одностатеві шлюби будуть легалізовані, щоб люди могли піклуватися одне про одного». Петиція швидко набрала підписів, і до 13 липня петиція зібрала понад 28 000 підписів. Будь-які петиції, які набирають понад 25 тисяч підписів, автоматично розглядаються президентом.
2 серпня 2022 року президент Володимир Зеленський надав офіційну відповідь на петицію. Зеленський заявив, що без внесення змін до Конституції України легалізувати одностатеві шлюби неможливо, а також що «Конституція України не може бути змінена під час воєнного чи надзвичайного стану. Сімейний кодекс України визначає, що сім’я є первинним і основним осередком суспільства. Сім'ю становлять особи, які спільно проживають, пов'язані спільним побутом, мають взаємні права та обов'язки. Відповідно до Конституції України шлюб ґрунтується на вільній згоді жінки та чоловіка (ст. 51)», написав Зеленський. Водночас Зеленський заявив, що його уряд працюватиме над законопроєктом щодо легалізації реєстрованих партнерств в Україні. «У сучасному світі рівень демократичності суспільства вимірюється, в тому числі, державною політикою, спрямованою на забезпечення рівних прав усіх громадян. Кожен громадянин є невід’ємною частиною громадянського суспільства, він має всі права і свободи, закріплені Конституцією України. Усі люди вільні та рівні у своїй гідності та правах». Він закликав прем'єр-міністра Дениса Шмигаля зайнятися цією проблемою. Шмигаль доручив Мін'юсту, МЗС і Мінсоцполітики розглянути питання, порушені в петиції. Україна зобов’язана згідно з рішенням Європейського суду з прав людини у справі Федотова та інші проти Росії забезпечить юридичне визнання одностатевих пар.

### Реєстровані (цивільні) партнерства
Одностатеві пари не мають права на спадщину, відвідування лікарень або прийняття медичних рішень щодо хворого партнера. «Якщо [мій] (партнер) помре... [Мені] не дозволять навіть [його] поховати... можуть [мене] не пустити в госпіталь», — сказав курсант-аеророзвідник, який пішов до лав ЗСУ слідом за початком широкомасштабної агресії Російської Федерації. ЛГБТ-групи назвали заяву Зеленського "історичною" та закликали якнайшвидше прийняти законопроєкт: "Це зараз потрібно людям", — сказала Олена Шевченко. Запровадження реєстрованих партнерств дозволить одностатевим парам користуватися деякими правами та перевагами шлюбу, включаючи майнові права, утримання, спадщину, привілеї подружжя тощо. Народний депутат Інна Совсун заявила, що розглядає можливість внесення до парламенту власного законопроєкту про громадянські спілки, якщо уряд цього не зробить. У березні 2023 року Совсун представила законопроєкт про реєстровані партнерства з 18 співавторами. У травні законопроєкт одноголосно підтримали два парламентські комітети. Уряд пообіцяв схвалити законопроєкт до кінця 2023 року.
Російсько-українська війна підштовхнула зусилля в армії легалізувати одностатеві шлюби, оскільки партнери солдатів-геїв не мають тих самих прав і привілеїв, що й партнери протилежної статі, «хоча вони воюють так само хоробро, як і їхні одностатеві товариші бойові війська». Військовий на Донбасі сказав: «Коли ми захищаємо країну, ми знімаємо російську пропаганду про те, що всі геї комуністи, марксисти та антиукраїнці. Ми зруйнували ці гомофобні міти, воюючи з росіянами та ризикуючи життям за Україну».
Тетяна Касьян зауважує, що в ЛГБТ-спільноті України є побоювання, що поява інституту цивільних партнерств зробить перспективу легалізації одностатевих шлюбів в Україні недосяжною, адже, наприклад, Швейцарія запровадила цивільні партнерства в 2007 році, а одностатеві шлюби — лише 2022 році.

## Усиновлення
15 лютого 2011 року Парламент ратифікував Європейську конвенцію про усиновлення дітей. При цьому деякі положення документа містять інформацію про усиновлення дітей одностатевими парами. Це вступає в конфлікт з чинним законодавством України. Згідно з частиною 3 статті 211 Сімейного кодексу України, усиновлювачами не можуть бути особи однієї статі.

## Громадська думка
У 2018 році 11 облрад України звернулися до керівництва держави з приводу недопущення "одностатевих" змін у Конституції та законодавстві.
Дані опитування, проведеного Київським міжнародним інститутом соціології у 2022 році, свідчать про те, що 63,7 % українців підтримують повне рівноправ’я людей різної сексуальної орієнтації. Водночас 41,9 % не підтримують запровадження реєстрованого партнерства для одностатевих пар, подібного до звичайного шлюбу, але без права на спільне всиновлення дітей. 
Російське вторгнення в Україну у 2022 році посилило підтримку визнання одностатевих союзів в Україні. Опитування «Наш світ» для Київського міжнародного інституту соціології показали, що спротив одностатевим громадянським союзам знизився з 69% у 2016 році до 42% у 2022 році. Джул Сіроус, координатор волонтерів і командної роботи Київ Прайду, сказав: «[Люди] зараз дивляться на деякі речі в зовсім іншому світлі, тому що порівняно з тим, що людина може піти завтра, той факт, що вона є геєм або лесбійка – ми не звертаємо на це уваги».
Опитування 2022 року, проведене Центром соціальних експертиз Інституту соціології НАН України, показало, що 27% українців підтримують одностатеві шлюби і 26% підтримують його за «деякі винятки», тобто 53% підтримують визнання одностатевих союзів у тій чи іншій формі. Це стало значним зростанням порівняно з 2016 роком, коли лише 33% населення підтримували визнання одностатевих союзів.